# 모지스 사이먼
모지스 대디아잘라 사이먼(영어: Moses Daddy-Ajala Simon, 1995년 7월 12일 ~ )은 나이지리아의 축구 선수로, 현재 리그 1의 파리 FC와 나이지리아 국가대표팀에서 공격수로 활약하고 있다.

## 구단 경력

### 초기 경력
조스에서 태어난 그의 아버지는 은퇴하기 전에 나이지리아 육군에서 복무했다. 사이먼은 유명한 GBS 아카데미의 산물로, 아흐메드 무사와 같은 사람들을 배출한 나이지리아의 축구 아카데미이다. 그는 전 세계의 많은 프로 클럽들이 그와 계약하기를 열망했기 때문에 나이지리아 프리미어리그 클럽 카두나 유나이티드와 연결되었다. 2013년 5월 10일, 사이먼은 이전에 리버풀 및 토트넘 홋스퍼와 연결되어 있던 네덜란드 클럽 아약스와 시즌 전 훈련에 합류하기 위해 사전 계약을 체결했다고 발표되었다. 2013년 7월 13일, 그는 더 흐라프스합와의 프리시즌 친선 경기에서 교체 출전해 64분에 3번째이자 결승골을 넣으며 3-0 승리를 견인했다. 7월 17일, 그는 또다시 보어쇼텐 '97과의 프리시즌 친선 경기에서 리저브 팀인 용 아약스 소속으로 출전해 5-0으로 이긴 홈경기에서 두 번째 골을 넣었다. 2013년 7월 25일, 아약스는 어린 나이의 나이지리아 선수와 계약하지 않을 것으로 발표되어 프리시즌 명단에서 그를 제외시켰다. 발표 후, 아약스는 전 아약스 선수인 첸라링이 소유한 슬로바키아의 아약스 파트너 클럽인 트렌친과 논의를 시작했다.

### 헨트
2015년 1월 6일, 헨트는 모지스 사이먼과 3년 계약을 맺었다고 발표했다. 그는 2015년 1월 17일, 3-1로 이긴 로얄 엑셀 무스크롱와의 리그 경기에서 헨트의 데뷔 전을 치렀다. 그의 두 번째 경기는 4일 후 1-0으로 이긴 로케런과의 벨기에 컵 홈 경기에서 발생했는데, 사이먼은 경기장에 들어간 지 30초 만에 퇴장당했다. 로케런과의 리그 3번째 경기에서 사이먼은 해트트릭을 기록했고, 이 주의 벨기에 리그 선수로 선정되었다. 그는 빠르게 헤인 판하저브루크 감독의 구성에서 핵심 선수가 되었고, 2015년 5월, 헨트가 국내 선수권 대회에서 첫 번째 우승을 하는 것을 도왔다. 두 달 후, 사이먼은 컵 우승자인 클뤼프 브뤼허와의 2015년 벨기에 슈퍼컵에서 로랑 데포이레의 결승골을 도왔다.

### 레반테
2018년 8월 6일, 사이먼은 스페인 라리가의 레반테와 5년 계약을 맺고 입단했다. 2019년 3월, 그는 팀에서 뛸 수 있게 되어 기쁘다고 말했다.

### 낭트
2019년 8월 15일, 사이먼은 리그 1의 낭트로 임대되었다. 시즌 말, 낭트는 사이먼의 임대 영입 옵션을 발동시켰다. 그는 구단과 4년 계약을 체결했다.
2023년 12월 22일, 사이먼은 낭트와의 계약을 2026년까지 연장했다. 2025년 5월 17일, 그는 몽펠리에를 상대로 한 경기에서 3-0 승리를 거두며 클럽에서 200번째 출전을 기록했다.

### 파리 FC
2025년 6월 25일, 사이먼은 새로 승격된 리그 1의 파리 FC로 영구 이적을 완료하고 3년 계약을 체결했다. 이적료는 약 700만 유로로 알려졌다.

## 국가대표팀 경력
2015년 3월, 사이먼은 대니얼 아모카치 감독에 의해 나이지리아 국가대표팀에 처음으로 차출되었고, 같은 달 25일 우간다와의 친선 경기에서 59분만에 앤서니 우자와 교체되어 데뷔 전을 치렀다. 사이먼은 2015년 9월 8일에 열린 니제르와의 친선 경기에서 나이지리아 국가대표팀 첫 골을 넣었고, 두 번째 골은 2-0으로 승리했다. 그는 나이지리아에 의해 2016년 하계 올림픽을 위한 35명의 임시 선수단에 선발되었다.
2018년 5월, 그는 러시아의 2018년 FIFA 월드컵 나이지리아 예비 30인 선수단에 이름을 올렸다. 그러나, 그는 부상으로 인해 최종 23인에 들지 못했다. 그는 2019년 아프리카 네이션스컵을 위한 나이지리아의 23인 선수단에 포함되었다.
2년 후, 사이먼은 게르노트 로어 감독에 의해 2021년 아프리카 네이션스컵에 출전할 선수로 선정되었다.